# Kyustendil
Kyustendil (búlgaro: Кюстендил) é uma cidade da Bulgária localizada no distrito de Kyustendil. Kyustendil é uma cidade situada no vale do rio Struma. Possui em seu redor pomares e tabaco. existem nos seus arredores águas minerais e na cidade há um mercado de produtos agrícolas.
Kyustendil é mais conhecida por sua gloriosa história de quase 2.000 anos como uma cidade, embora tenha havido um assentamento anterior em seu lugar.
Outra coisa pela qual a cidade é famosa são suas nascentes de água mineral e água mineral. Até os romanos apreciaram as qualidades de sua água mineral e construíram o asclepion Pautalia, o segundo maior da Península Balcânica, depois do de Epidauro. Da cidade, e mais precisamente do asclepion, Marco Aurélio governava o Império Romano, o que está documentado.
A última coisa pela qual Kyustendil é famoso é que, nos tempos modernos, é a cidade da arte búlgara.

## Geografia
Kyustendil está localizado abaixo da colina nordeste da Montanha Osogovo, cercado em outro lugar pelo campo fértil de Kyustendil.
Sua altitude é entre 500-550 metros, o que é ótimo e sua localização é única como um clima. Um dos lugares mais favoráveis com clima continental húmido com quatro estações. Não há ventos fortes, pois Kyustendil está localizado em um vale, o que ajuda a manter a cobertura de neve de forma permanente no inverno, apesar da altitude relativamente baixa. Por isso, a cidade é considerada climaticamente uma das mais favoráveis do mundo.
O campo próximo à cidade sempre forneceu os produtos agrícolas necessários e principalmente os pomares. Por esta razão, Kyustendil com seu campo também é conhecido “como o pomar da Bulgária”, embora no século XXI sua fama tenha desaparecido.

## História

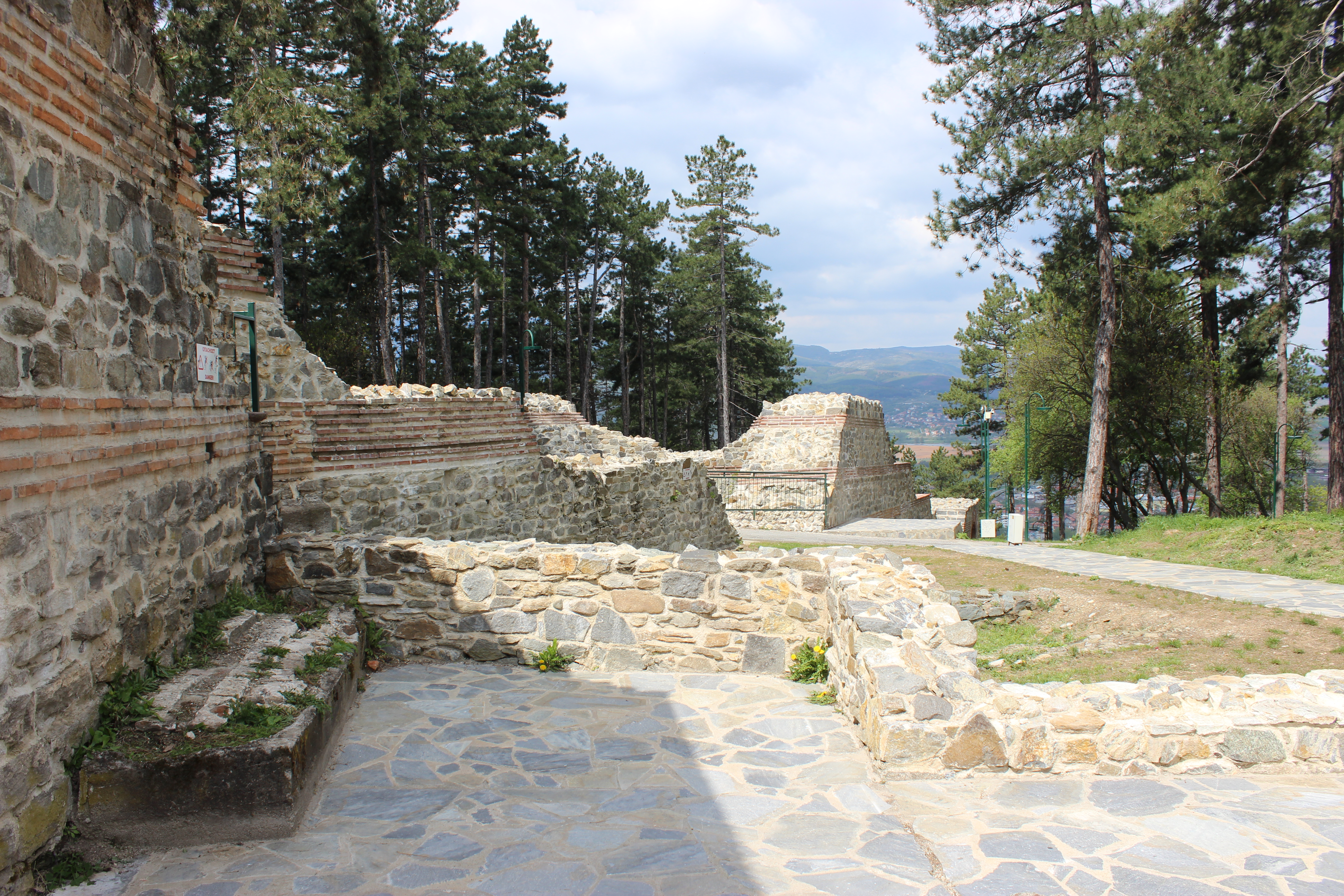
Fortaleza de Hisarlaka acima da cidade.

Na época romana chamava-se Colônia Úlpia Pautália (Clonna Ulpia Pautalia). O primeiro nome antigo da cidade é Pautalia e é provavelmente de origem trácia. O local era habitado pela tribo trácia Denteleti. Os Dentelets participaram da Guerra de Tróia ao lado de Tróia. Mais tarde, eles foram um dos aliados mais leais da República Romana em suas guerras contra a Antiga Macedônia.
Em 106, Pautália foi declarada município romano juntamente com as cidades romanas da Trácia no local das atuais Sófia, Plovdiv e Stara Zagora — pelo imperador Trajano, razão pela qual recebeu o seu nome Ulpio/a.

### Idade média

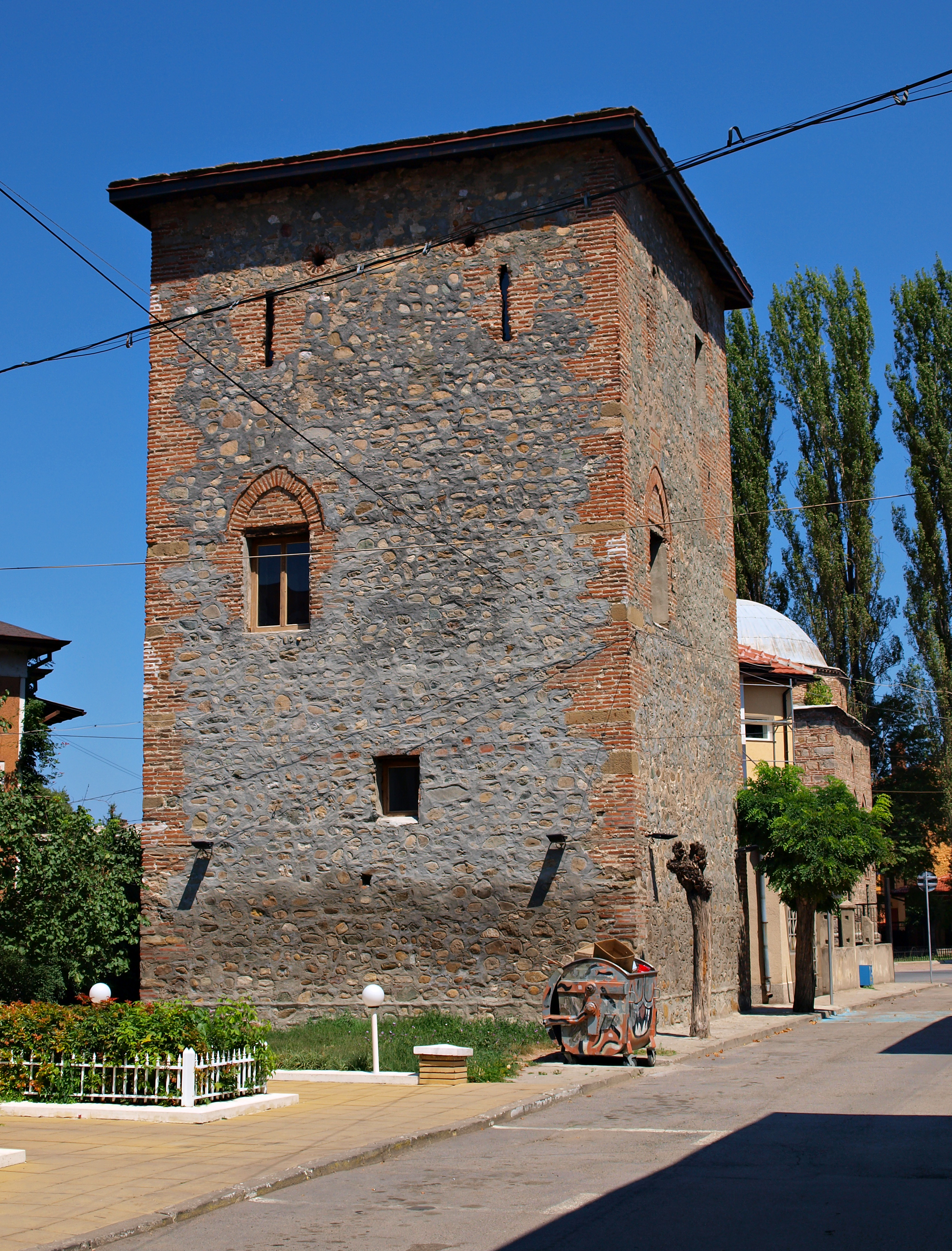
Torre defensiva da cidade do século XV

Em 535 é a última menção da cidade com o nome de Pautalia em uma fonte histórica preservada. Depois da invasão eslava dos Bálcãs e da criação do Primeiro Império Búlgaro, a cidade ficou famosa pelo seu novo nome medieval Velebusdo' (Velebusdus). Este nome da cidade é encontrado nos arquivos escritos em mais de 10 variações diferentes, mas permanece inalterado até a menção da cidade com seu nome atual por Evliya Çelebi.
Foi chamada de Velbazhd em eslavo durante a Idade Média. Existem várias suposições sobre o significado do nome, mas provavelmente é eslavo e significa algo como um líder branco.
Durante a Idade Média, a cidade também era muito famosa e significativa e era um centro episcopal. Existe uma correspondência preservada de 1203 do bispo local Anastácio com o Papa Inocêncio III.
Na segunda metade do século XIV, durante a fragmentação feudal, um Despotate Velbazhd local semi-independente foi formado, liderado por último por Constantino Dragases. Do nome de Constantino vem em turco otomano e hoje o nome da cidade que significa literalmente "terra de Constantino".
Durante a Pax Ottomana Sanjaco Kyustendil, sucessor do Despotate Velbazhd, prosperou e só depois que a queima da Escópia começou a declinar gradativamente.

### Modernidade e marcos

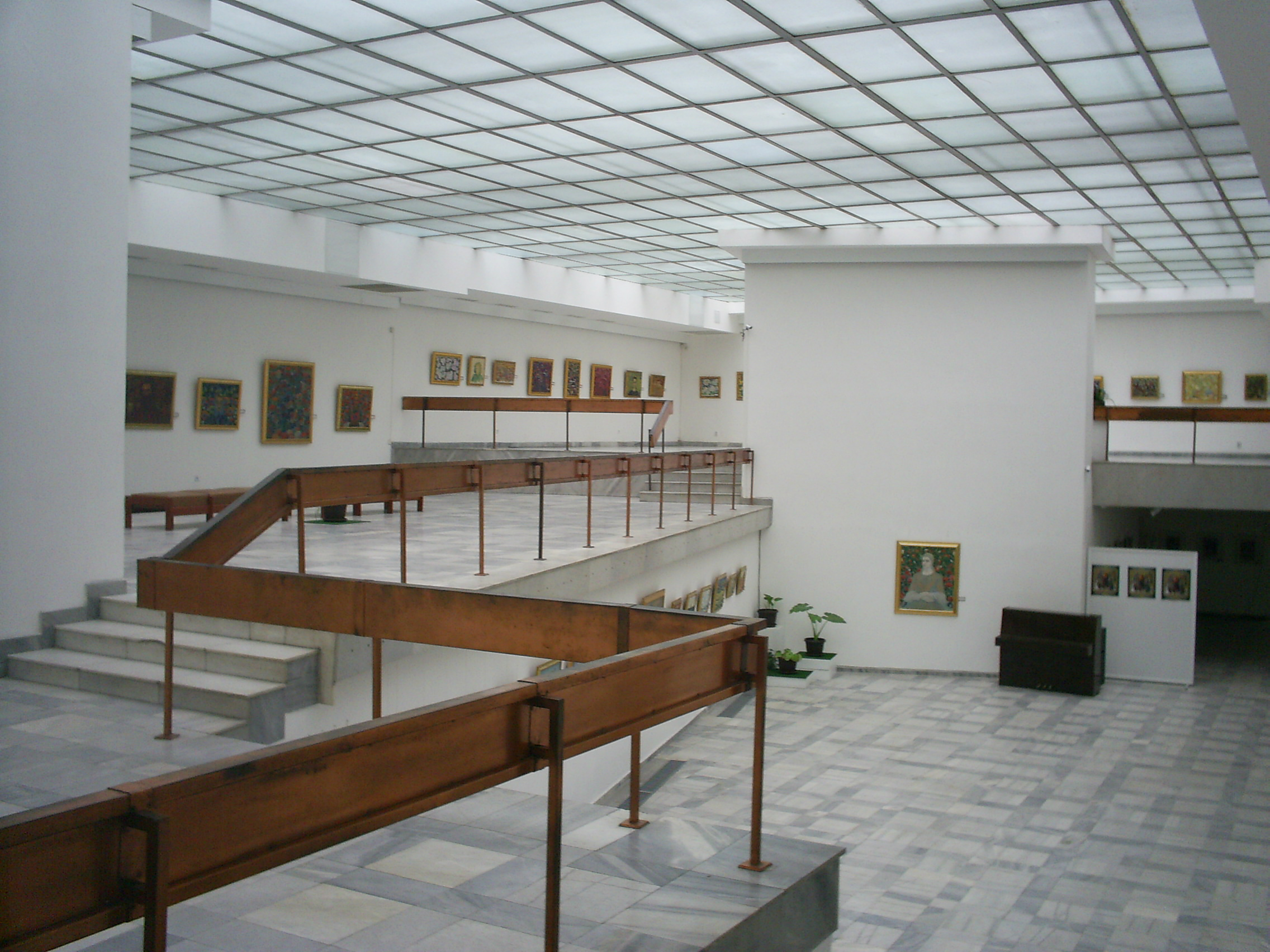
Vista da galeria de Vladimir Dimitrov o Mestre

Kyustendil é um dos centros do despertar nacional da Bulgária. Ao redor da cidade em diferentes direções, Kyustendil é cercado por três mosteiros notáveis — Mosteiro de Rila; Mosteiro de Zemen e Mosteiro de Osogovo.
A famosa Batalha de Velebusdo acontecia perto da cidade, e nos tempos otomanos o paxá local era a mirmiran, que significa líder militar do Império Otomano na Europa.
Devido à gloriosa história da cidade, é a capital militar da Bulgária durante a Primeira Guerra Mundia. A partir daqui, o exército búlgaro foi comandado por Nikola Zhekov e Vladimir Stoychev.
Desde 21 de março de 1966 a cidade tem seu feriado único chamado "Primavera de Kyustendil", e em 11 de abril de 1966 ou exatamente 5 anos após o lançamento de um homem no espaço, Yuri Gagarin visitou a cidade especialmente e plantou uma árvore em agradecimento pois o primeiro czar russo Ivan, o Terrível, foi o sucessor de Constantino Dragases.
Desde 1977, a parte central da cidade é um monumento arqueológico e arquitetônico da cultura, e entre os pontos turísticos da cidade está a colina acima dela com a antiga fortaleza com o mesmo nome daquela acima de Tróia e a maior galeria de arte nos Balcãs Península com o nome de Vladimir Dimitrov o Mestre.

## População
| Kyustendil | Kyustendil | Kyustendil | Kyustendil | Kyustendil | Kyustendil | Kyustendil | Kyustendil | Kyustendil | Kyustendil | Kyustendil | Kyustendil | Kyustendil | Kyustendil | Kyustendil | Kyustendil | Kyustendil | Kyustendil | Kyustendil | Kyustendil |
| --- | ---------- | ---------- | ---------- | ---------- | ---------- | ---------- | ---------- | ---------- | ---------- | ---------- | ---------- | ---------- | ---------- | ---------- | ---------- | ---------- | ---------- | ---------- | ---------- |
| Ano | 1887       | 1910       | 1934       | 1946       | 1956       | 1965       | 1975       | 1985       | 1992       | 2001       | 2002       | 2003       | 2004       | 2005       | 2006       | 2007       | 2008       | 2009       | 2010       |
| População |            |            |            | 19,238     | 25,025     | 37,707     | 48,354     | 54,111     | 54,431     | 49,919     | 49,839     | 49,339     | 48,251     | 47,602     | 47,125     | 46,882     | 46,386     | 46,246     | 45,911     |
| Fontes: Instituto Nacional de Estatísticas, „citypopulation.de“, „pop-stat.mashke.org“, Bulgarian Academy of Sciences |            |            |            |            |            |            |            |            |            |            |            |            |            |            |            |            |            |            |            |